# 白鷹 (演員)
白鷹（1941年—），台灣演員。原名王景春，1941年生於北京，原籍四川達縣。1966年考入台灣聯邦電影公司，第一部電影作品是胡金銓導演的《龍門客棧》，扮演追殺迫害于謙後人的大太監曹少欽。1970年到香港發展，曾加入嘉禾電影公司。70年代和80年代參與拍攝了多種類型的電影，以功夫電影為主。1977年因《千刀萬里追》獲得金馬獎最佳男配角獎。

## 主要作品
- 1967《龍門客棧》飾-曹少欽
- 1969《黑帖》
- 1969《鐵娘子》
- 1970《烈火》
- 1971《鬼太監》飾-桂德海
- 1971《俠女》飾-石問樵
- 1972《黃色殺手》
- 1973《迎春閣之風波》
- 1975《忠烈圖》
- 1976《狼牙口》
- 1977《千刀萬里追》
- 1977《一門忠烈》
- 1977《望春風》
- 1979《行規》
- 1980《救世者》
- 1980《鄉野人》
- 1981《鬼圖》
- 1982《洛神傳》
- 1984《殺夫》
- 1987《书剑恩仇录 (1987年电视剧)》飾-于万亭
- 1995《天师钟馗之新龙门客栈》飾-曹少欽

## 電視劇
- 中視 天師鍾馗-紅梅閣 飾 賈似道
- 公視 將軍碑 飾 秦副官
- 香港電台獅子山下2016 蚊之 飾 禤爸
- 香港TVB1987電視劇'"奇門鬼谷" 飾 鬼谷子
- 香港TVB1989電視劇'"萬家傳說" 飾 萬年仁
- 台湾 电视连续剧“大汉天威” 饰演 卫青

## 外部連結
- 台灣電影筆記：人物特寫：白鷹[永久]
- 白鷹在互联网电影资料库（IMDb）上的資料（英文）（英文）
- 在AllMovie上白鷹的頁面（英文）
- 白鷹在香港影庫上的簡介